# 紀元前548年
紀元前548年（きげんぜん548ねん）は、西暦（ローマ暦）による年。紀元前1世紀の共和政ローマ末期以降の古代ローマにおいては、ローマ建国紀元206年として知られていた。紀年法として西暦（キリスト紀元）がヨーロッパで広く普及した中世時代初期以降、この年は紀元前548年と表記されるのが一般的となった。

## 他の紀年法
- 干支 : 癸丑
- 日本
  - 皇紀113年
  - 安寧天皇元年
- 中国
  - 周 - 霊王24年
  - 魯 - 襄公25年
  - 斉 - 荘公6年
  - 晋 - 平公10年
  - 秦 - 景公29年
  - 楚 - 康王12年
  - 宋 - 平公28年
  - 衛 - 殤公11年
  - 陳 - 哀公21年
  - 蔡 - 景侯44年
  - 曹 - 武公7年
  - 鄭 - 簡公18年
  - 燕 - 懿公元年
  - 呉 - 諸樊13年
- 朝鮮
  - 檀紀1786年
- ユダヤ暦 : 3213年 - 3214年

## できごと

### 中国
- 斉の崔杼が軍を率いて魯の北鄙に侵入した。
- 斉の崔杼が荘公を殺害した。
- 晋の平公・魯の襄公・宋の平公・衛の殤公・鄭の簡公・曹の武公らが夷儀で会合した。晋を中心とする諸侯の連合軍が斉に侵入した。斉は慶封を派遣して講和を求めた。
- 晋の平公は魏舒と宛没を斉に派遣して、衛の献公を迎えさせた。献公を夷儀に入らせた。
- 鄭の公孫舎が軍を率いて陳に侵入した。
- 諸侯が重丘で同盟した。
- 楚の屈建が軍を率いて舒鳩を滅ぼした。
- 鄭の公孫夏が軍を率いて陳を攻撃した。
- 呉王諸樊が楚に侵攻し、巣の城門を攻撃して矢を受け、死去した。

## 死去
- 荘公光 - 斉の君主
- 諸樊 - 呉の王